# Davy Brocatus
Davy Brocatus (Brecht, 22 maart 1972) is een Belgisch danser en Bekende Vlaming.
Brocatus was vanaf 1995 professioneel ballroomdanser. Hij werkte vijf jaar lang als danser en danstrainer en docent in Londen. Hij werd in 2006 een van de juryleden van het VTM-programma Sterren op de Dansvloer. In 2007 was hij zelf deelnemer aan Sterren Op Het IJs, waarin hij in de eerste aflevering afviel. Hij nam in 2007 ook samen met Leki deel aan het VTM-programma Celebrity Shock. Hij had een cameo in de serie Familie. 
Begin 2009 nam hij deel aan De Slimste Mens ter Wereld. Hij had een gastrol in seizoen 1 in 2013 van het programma Safety First. Tevens kwam Brocatus enkele malen op bij de verkiezingen voor Open Vld. Hij werd niet verkozen. Hij werd in 2019 opnieuw jurylid, bij Dancing with the Stars op VIER. Samen met zijn man baat hij een dansstudio en B&B uit in Antwerpen. Brocatus bracht in november 2019 zijn eerste single uit, Everybody dance.  In 2022 had hij een gastrol in Echte Verhalen: De Buurtpolitie VIPS. 

## Televisie
- Echte Verhalen: De Buurtpolitie VIPS (2022) - als zichzelf
- Dancing with the stars (2019) - als jurylid
- Gert Late Night (2019) - als zichzelf
- Conny & Clyde (2018) - als zichzelf
- Safety First (2013) - als zichzelf
- Masterchef (2010) - als kandidaat
- De Slimste Mens ter Wereld (2009) - als kandidaat
- Alles moet weg (2008) - als zichzelf
- Familie (2006) - als zichzelf
- Sterren op de dansvloer (2005-2008, 2010, 2012-2013) - als jurylid